# まあじゃんよゐこ
『まあじゃんよゐこ』は、浜口乃理子による日本の漫画。

## 概要
『別冊近代麻雀』（竹書房）1996年11月号～『近代麻雀』（同左）2000年1月号に連載。単行本全1巻。彼女の代表作『酒とたたみいわしの日々』とほぼ同時期の作品。
主人公は作者自身（のんちん）。のんちんは酒とパチンコには目が無いが、麻雀はまるで知らない。それがどういう訳か麻雀を主題にした漫画を描く羽目になってしまう。のんちんは当然弱いので、いつも負けてしまう。そこに、ハイエナのように麻雀仲間が寄ってきて、のんちんから金を巻き上げようとする。同業の後輩倉田真由美には「のんちんは私の貯金箱よ」とまで言われている。降りかかる火の粉を払うため、のんちんはなりふり構わず、友人を自分の代わりに生贄に差し出し、友人を失っていくという負のスパイラルに陥ってしまう。連載の終わりあたりでは、多少上達するが、まだ初心者レベル。「永遠のビギナー」という言葉を残し、物語は終わる。
単行本は竹書房より2000年に発行。 ISBN 9784812453988